# 8063 Cristinathomas
8063 Cristinathomas eller 1977 XP2 är en asteroid i huvudbältet som upptäcktes den 7 december 1977 av den amerikanska astronomen Schelte J. Bus vid Siding Spring-observatoriet. Den är uppkallad efter Cristina A. Thomas.
Asteroiden har en diameter på ungefär 5 kilometer och den tillhör asteroidgruppen Koronis.